# Mark Melancon
Mark David Melancon (ur. 28 marca 1985) – amerykański baseballista występujący na pozycji miotacza (relief pitchera) w San Francisco Giants.

## Przebieg kariery
Po ukończeniu szkoły średniej, w czerwcu 2003 został wybrany w 30. rundzie draftu, jednak nie podpisał kontraktu z organizacją tego klubu, gdyż zdecydował się podjąć studia na University of Arizona, gdzie w latach 2004–2006 grał w drużynie uniwersyteckiej Arizona Wildcats. W lecie 2005 wystąpił w dziesięciu meczach uczelnianej reprezentacji Stanów Zjednoczonych. Rok później ustanowił klubowy rekord zaliczając 11 save’ów. W 2006 nie rozegrał pełnego sezonu z powodu kontuzji łokcia.
W czerwcu 2009 został wybrany w 9. rundzie draftu przez New York Yankees i początkowo grał klubach farmerskich tego zespołu, między innymi w Scranton/Wilkes-Barre Yankees, reprezentującym poziom Triple-A. W Major League Baseball zadebiutował 26 kwietnia 2009 w meczu przeciwko Boston Red Sox, w którym rozegrał dwie zmiany, nie oddając żadnego punktu. W lipcu 2010 w ramach wymiany zawodników przeszedł do Houston Astros, zaś w grudniu 2011 do Boston Red Sox.
Rok później w ramach kolejnej wymiany przeszedł do Pittsburgh Pirates. W lipcu 2013 po raz pierwszy otrzymał powołanie do NL All-Star Team. W 2015 zaliczył najwięcej save’ów w MLB (51) i otrzymał nagrodę Trevor Hoffman Award dla najlepszego relievera w National League. 30 lipca 2016 został zawodnikiem Washington Nationals.
6 grudnia 2016 podpisał czteroletni kontrakt wart 62 miliony dolarów z San Francisco Giants.

## Nagrody i wyróżnienia
| Nagroda/wyróżnienie  | Lata             | Źródło |
| 3× All-Star          | 2013, 2015, 2016 | [ 3 ]  |
| Trevor Hoffman Award | 2015             | [ 5 ]  |